# Takanabe
Takanabe (jap. 高鍋町 Takanabe-chō) – miasto w Japonii, na wyspie Kiusiu, w prefekturze Miyazaki. Według danych na rok 2020 miejscowość zamieszkiwało 19 922 mieszkańców , a gęstość zaludnienia wyniosła 454,8 os./km².